# Mirai Yamamoto

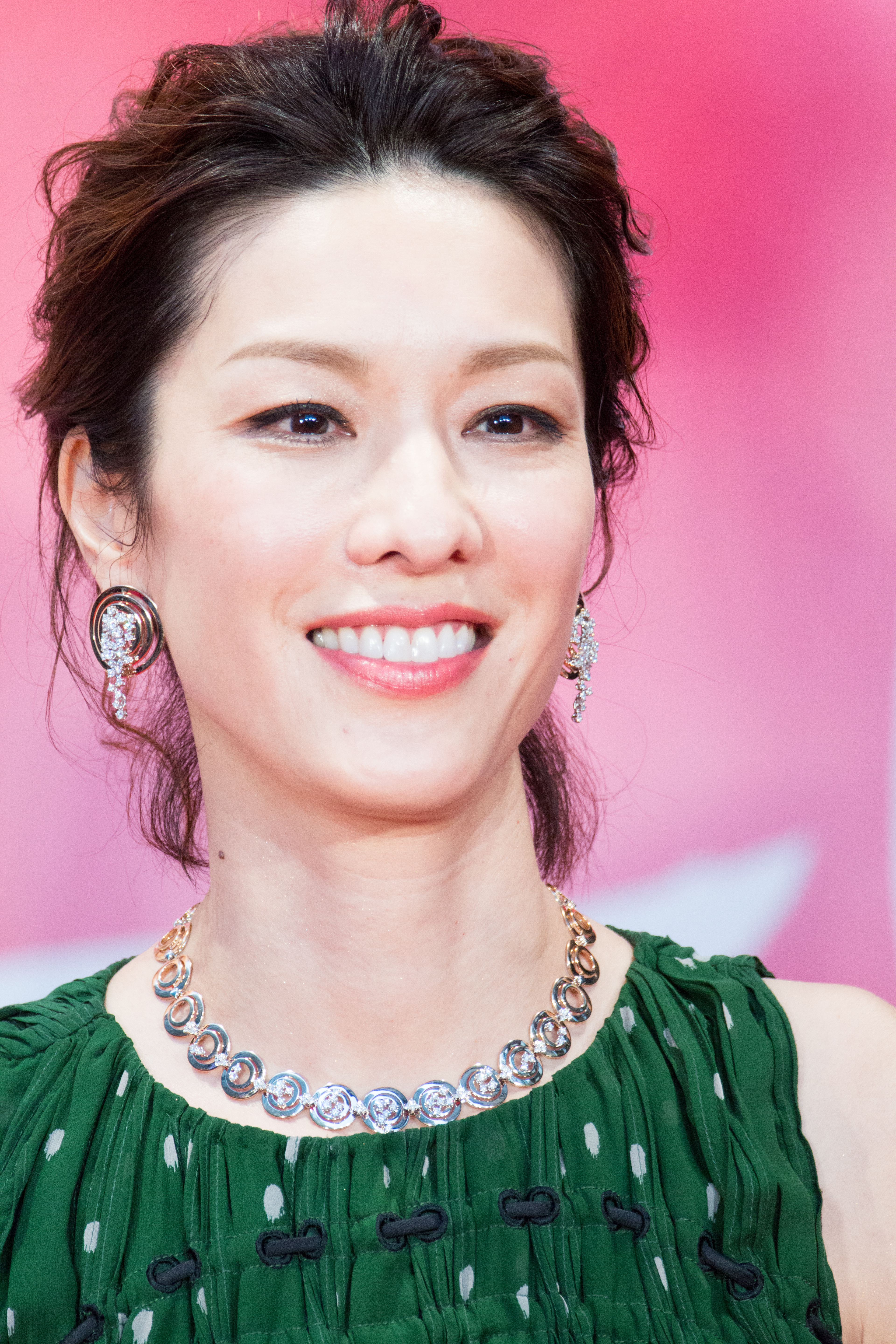
Mirai Yamamoto (2017)

Mirai Yamamoto (jap. 山本 未來, Yamamoto Mirai; * 11. April 1974 in der Präfektur Tokio) ist eine japanische Schauspielerin.

## Leben
Mirai Yamamoto wurde 1974 als Tochter des Modedesigners Kansai Yamamoto geboren. Ihre Karriere im Filmgeschäft begann sie 1992, als sie an dem Film Jūgo Shōjo Hyōryūki (十五少女漂流記) mitwirkte. Außerhalb Japans wurde sie mit dem 1998 erschienenen Film Jackie Chan ist Nobody bekannt.
Seit dem Jahre 2003 ist sie mit dem japanischen Schauspieler Kippei Shiina verheiratet.

## Filmografie (Auswahl)
- 1996: Tom Cat Holmes’ Deduction
- 1998: Jackie Chan ist Nobody (Who am I?)
- 1998: Sleepless Town
- 1999: Keiho
- 2002: Mr. Rookie
- 2002: Women in the Mirror
- 2003: Fireflies: River of Light
- 2004: The Boy from Hell
- 2007: Exte: Hair Extensions
- 2008: Rokumeikan